# Arantza Ezenarro

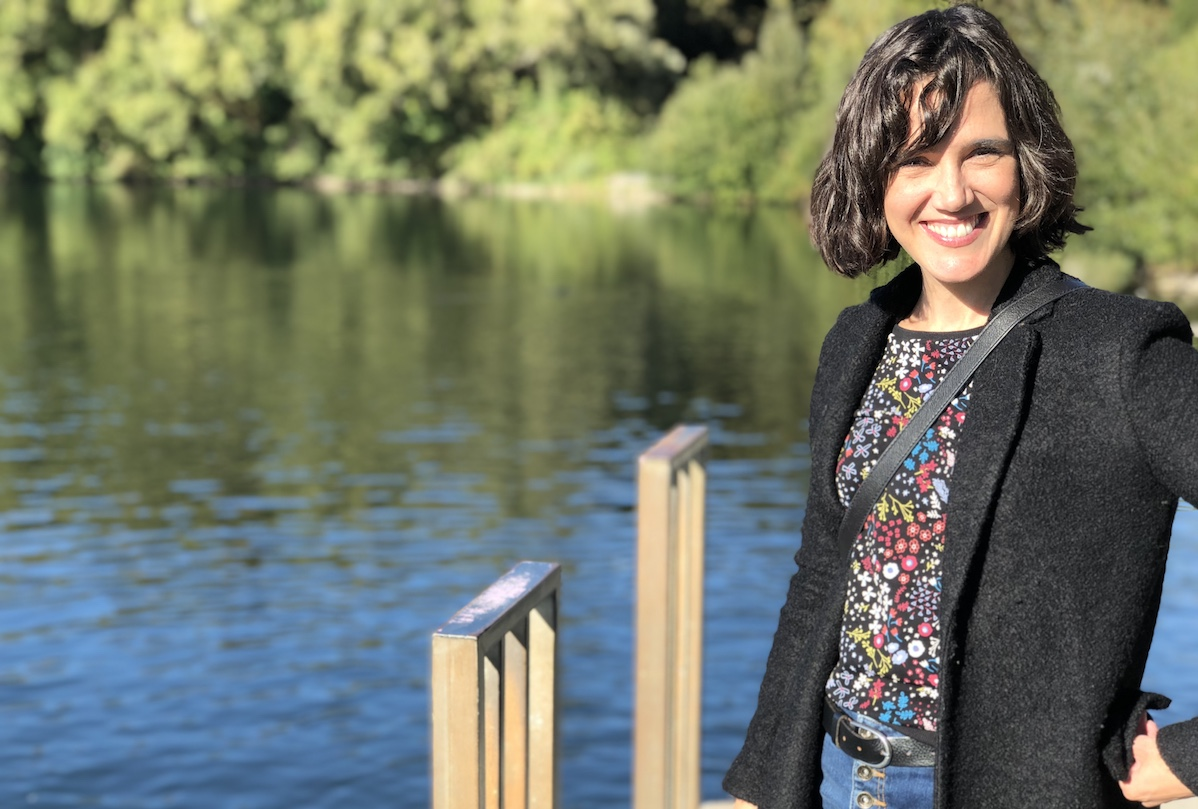
Arantza Ezenarro, 2018

Arantza Ezenarro (* 24. Juni 1980 in San Sebastián) ist eine spanische Opern-, Operetten-, Oratorien-, Lied- und Konzertsängerin in der Stimmlage Sopran.

## Leben und künstlerisches Wirken
Nach dem Abitur studierte sie für das Lehramt an der Universität Baskenland. Doch sie entschied sich für ein Musikstudium, Hauptfach Gesang, am Konservatorium in San Sebastián. Im Alter von 22 Jahren ging Arantza Ezenarro nach Madrid, um dort ihr Gesangsstudien (Hochschule für Musik Madrid) unter der Leitung von Carmen Rodriguez Aragón zu vervollständigen und erhielt sie 2006 ihr Diplom. An der Hochschule für Musik und Theater München, erhielt sie 2007 ihr Diplom. Sie absolvierte Meisterklassen bei Edith Wiens.
2008 debütierte die Sopranistin an der Bayerischen Theaterakademie im Prinzregententheater als Rezia in der Oper Les pèlerins de la Mecque (Die Pilger von Mekka) von Christoph Willibald Gluck. Von 2008 bis 2010 war Arantza Ezanarro festes Ensemblemitglied am Theater Ulm. Dort sang sie unter anderem folgende Partien: Susanna in Le nozze di Figaro, Adele in Die Fledermaus, Amor in Orfeo ed Euridice, Clarice in Il mondo della luna sowie die Pamina in Die Zauberflöte.
Die Sopranistin, die 2010 Bayreuth-Stipendiatin ist, betätigt sich neben ihrem Theaterengagement als Oratorien-, Lied- und Konzertsängerin. 2010 gestaltete sie einen Liederabend mit Werken von Rossini bei den Nymphenburger Schlosskonzerten.
Februar 2011 debütierte die freiberuflich tätige Sopranistin als Adele in Die Fledermaus an der Semperoper. Im Sommer 2011 sang Arantza die Rolle der Fiordiligi in Così fan tutte beim Festival Ópera en el Convento auf der Kanareninsel La Palma. Während der Spielzeit 2011/12 gastierte sie als an den Wuppertaler Bühnen als Armida in der Mozart-Oper La finta giardiniera und in der deutschen Erstaufführung der Märchenoper Ali Baba und die 40 Räuber von Selman Ada. In der Spielzeit 2013/14 wirkt sie in der Produktion König Arthur des Staatsschauspiels Dresden in der Rolle des Luftgeistes mit.

## Auszeichnungen
2006: Preisträgerin der Wettbewerbe Hispánica und Premio fin de Carrera

## Diskografie
- José Maria Beobide (1882–1967). Musica religiosa para soprano yógano Label: AROLUS
- José Maria Beobide y su discipulo Antonio José Label: AROLUS
- Felipe Gorriti. Organ Works Vol. 2 Label: AROLUS